# Урунос
Урунос (азерб. Urunos) — полуостров в северо-западной части острова Чилов, в Азербайджане.
В прошлом Урунос являлся островом Апшеронского архипелага, но впоследствии, в результате снижения уровня Каспийского моря, присоединился к острову Чилов. При этом, к самому полуострову присоединился остров Козлиный, имеющий ширину около 1 км.
К северо-западу от Уруноса расположены острова Ял, Кичик-Тава, Колтыш и другие островки и банки, которые составляют продолжение Уруноса.
Название Урунос было дано острову русскими моряками, и связано с именем Урана.